# Liberty Square (Charleston)
Liberty Square est une place américaine située à Charleston, en Caroline du Sud. Elle est protégée au sein du Fort Sumter and Fort Moultrie National Historical Park.